# 横山青娥
横山 青娥（よこやま せいが、1901年（明治34年）12月25日 - 1981年（昭和56年）12月20日）は、日本の詩人、国文学者。

## 経歴
高知県安芸郡安芸町（現・安芸市）生まれ。1927年（昭和2年）に早稲田大学文学部国文科卒業。

### 詩人として
1921年（大正10年）、西條八十の門下に入る。『黄金の灯台』『蒼空に泳ぐ』『海南風』等の詩集により、海洋詩人と呼ばれた。
1924年（大正13年）1月、門下生と共に詩誌『棕櫚の葉』を創刊。『棕櫚の葉』は1925年（大正14年）12月に廃刊となるが、渡仏していた八十の帰国と共に1926年（大正15年）5月、全国詩誌『愛誦』が創刊されるとこれに参加、1934年（昭和9年）の廃刊まで編集主宰を務めた。『愛誦』廃刊後は1934年（昭和9年）4月より全国詩誌『昭和詩人』を主宰した。

### 童謡作家として
1926年（昭和元年）には童謡詩人会に入会。雑誌『乳樹』『コドモノクニ』等に童謡を発表し、また自身の著作としても童謡集『栴檀の花』、『日本童謡十講』等を記した。

### 国文学者として
1945年（昭和20年）に高知へ帰郷したが、1951年（昭和26年）再び上京して本郷学園の教員となり、のちに昭和女子大学教授となる。
1961年（昭和36年）文学博士。

## 主な著作

### 詩集
- 『黄金の灯台』 - 国立国会図書館デジタルコレクション：1923年（大正12年）、交蘭社
- 『蒼空に泳ぐ』 - 国立国会図書館デジタルコレクション：1927年（昭和2年）、交蘭社
- 『歳月の花束』：1930年（昭和5年）、交蘭社
- 『祖国愛の光輝』：1932年（昭和7年）
- 『海南風』：1942年（昭和17年）

### 童謡
- 『栴檀の花』 - 国立国会図書館デジタルコレクション：1931年（昭和6年）、交蘭社

### 評論等
- 『詩人一茶』1926年（大正15年）、新生堂
- 『新らしい詩の作り方』1931年（昭和6年）、交蘭社
- 『作詩鑑賞詩法の研究と推敲』1936年（昭和11年）、學藝社
- 『日本名詩選釈』1936年（昭和11年）、學藝社

### 国文学研究
- 「日本押韻学綱要」国文学研究. 9、早稲田大学国文学会、1937年（昭和12年）11月
- 『日本詩歌の形態学的研究』1959年（昭和34年）、武蔵野書院
- 「和歌日本の系図」1969年（昭和44年）、塔影書房